# 절벽 (영화)
《절벽》은 1968년 공개된 대한민국의 영화이다.

## 배역
- 윤정희
- 남궁원
- 김성옥
- 남성진
- 유하나
- 김정희
- 임성한
- 김웅
- 김칠성
- 최일
- 이형백
- 김웅래
- 김웅철

## 수상
- 제2회 남도영화상
  - 인기여우상 - 윤정희